# ブレス・ブルー
ブレス・ブルー （フランス語: Bresse Bleu） またはブルー・ド・ブレス （フランス語: Bleu de Bresse） はフランスのブレス地方で生産される、白かびチーズの特徴も持つブルーチーズ。ブレス・ブルーは商標として登録されたもので、チーズの名称としてはブルー・ド・ブレス（『ブレス地方のブルーチーズ』の意）である。
外見は白いカビを帯びており白かびチーズのように見えるが、カットすると内部には黒っぽいアオカビが散っていることが確認できる。そのまま少し置いておくと食べ頃になり、アオカビも青味を帯びてくる。
味わいはゴルゴンゾーラに似ておりアオカビの辛味もあるが、「マイルド」で食べやすいと評価される。軽めの赤ワインとともに食したり、野菜とあわせてもよい。

## 歴史
起源は第二次世界大戦中であるという。イタリアからゴルゴンゾーラの輸入が止まったため、ブレス地方のフランス人が自分たちで作ろう、ということになり在住のイタリア人に製法を聞き試行錯誤して作成したのが始まり。工場製のこのチーズが発生したのは1952年であるが、この時にサイズは現行の小さいサイズ（後述）に改められた。商標としてのブレス・ブルーは、1956年創業のユーロネクスト上場企業 であるサヴァンシア・フロマージュ&デイリー社（Savencia Fromage & Dairy、旧ボングラン社、2015年社名変更） が製造している。

## サイズ
文献 (本間, 増井 & 山田 2009, p. 21) および (本間 2012, p. 89) で示されるサイズと重量は3種類あり、それぞれ下表の通り。ただし、下記以外の重量をもつ製品も確認できる。 (LSA 2013) によれば 250g のもの、本項冒頭の画像によれば 150g のものが存在する。
| 直径 | 高さ  | 重量 |
| ---- | ----- | ---- |
| 10cm | 6.5cm | 500g |
| 8cm  | 4.5cm | 225g |
| 6cm  | 4.5cm | 125g |

※サイズはセンチメートル、重量はグラム。